# Peltogyne paniculata
 (février 2020).
Espèce
Classification phylogénétique
Peltogyne paniculata est une espèce de plantes à fleurs de la famille des Caesalpiniaceae selon la classification classique, ou de celle des Fabaceae, sous-famille des Caesalpinioideae selon la classification phylogénétique. C'est un arbre trouvé du Mexique jusqu'en Amérique du Sud, en passant par les Caraïbes et l'Amérique centrale. Il est présent en Guyane.
Cet arbre donne un bois rougeâtre, appelé « amarante ». Il est connu au Guyana et au Suriname sous le nom de purpleheart(littéralement : cœur violet).

## Noms connus de l'espèce
Liste des sous-espèces :
- Peltogyne paniculata subsp. paniculata (Benth)
- Peltogyne paniculata subsp. pubescens (Benth et M.F.Silva) C'est cette sous-espèce qui est parfois appelée « amarante »

## Description morphologique
La cime peut s'élever jusqu'à une hauteur de 50 à 55 mètres.

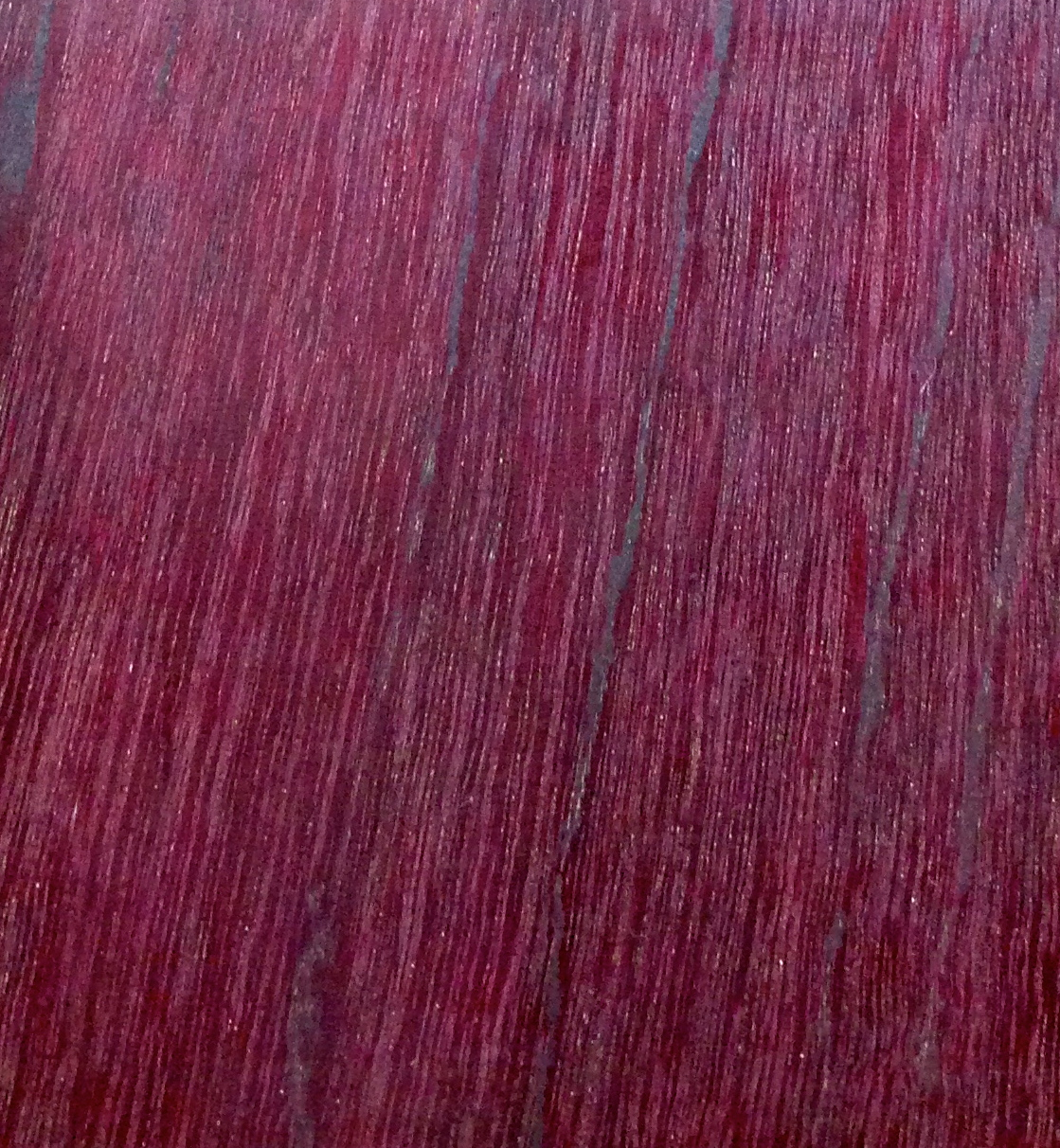
Couleur violette du bois.

Les feuilles de cet arbre sont glabres, plus ou moins coriaces, composées de deux folioles falciformes de 7 à 15 centimètres. L'écorce interne rougeâtre et granuleuse devient plus claire et plus fibreuse vers l'aubier, et l'écorce externe, de couleur brun foncé, est lisse, couverte de petites lenticelles tapissant tout le tronc.

## Répartition
L'aire de répartition de l'espèce s’étend du Mexique, en Amérique centrale, dans les Caraïbes jusqu'en Amérique du Sud tropicale.

## Caractéristiques technologiques
| Diamètre              | De 50 à 90 cm |
| Épaisseur de l'aubier | De 5 à 10 cm  |
| Flottabilité          | Non flottable |

| Couleur   | Violet virant au brun foncé à l'exposition de la lumière |
| Aubier    | Distinction claire                                       |
| Grain     | Moyen                                                    |
| Fil       | Droit                                                    |
| Contrefil | Aucun                                                    |

## Durabilité et traitement pour l'exploitation industrielle
Cette espèce craint les champignons de façon moyennement durable et durable aux insectes et termites.